# Längdhopp för damer i friidrott vid olympiska sommarspelen 1996
Längdhopp för damer vid olympiska sommarspelen 1996 i Atlanta avgjordes den 2 augusti. 

## Medaljörer
| Gren      | Guld                    | Guld   | Silver              | Silver | Brons                      | Brons  |
| Längdhopp | Chioma Ajunwa · Nigeria | 7,12 m | Fiona May · Italien | 7,02 m | Jackie Joyner-Kersee · USA | 7,00 m |

## Resultat

### Final
| Placering | Final                      | Längd  |
| --------- | -------------------------- | ------ |
|           | Chioma Ajunwa (NGR)        | 7.12 m |
|           | Fiona May (ITA)            | 7.02 m |
|           | Jackie Joyner-Kersee (USA) | 7.00 m |
| 4.        | Niki Xanthou (GRE)         | 6.97 m |
| 5.        | Iryna Tjechovtsova (UKR)   | 6.97 m |
| 6.        | Agata Karczmarek (POL)     | 6.90 m |
| 7.        | Nicole Boegman (AUS)       | 6.73 m |
| 8.        | Tunde Vaszi (HUN)          | 6.60 m |
| 9.        | Chantal Brunner (NZL)      | 6.49 m |
| 10.       | Voula Patoulidou (GRE)     | 6.37 m |
| —         | Sharon Jaklofsky (NED)     | NM     |
| —         | Iva Prandsjeva (BUL)       | DQ     |

### Icke-kvalificerade
| Placering | Kval                        | Längd  |
| --------- | --------------------------- | ------ |
| —         | Flora Hyacinth (ISV)        | 6.58 m |
| —         | Lisette Cuza (CUB)          | 6.56 m |
| —         | Jackie Edwards (BAH)        | 6.55 m |
| —         | Jelena Persjina (KAZ)       | 6.50 m |
| —         | Marieke Veltman (USA)       | 6.49 m |
| —         | Niurka Montalvo (CUB)       | 6.48 m |
| —         | Olga Rubljova (RUS)         | 6.47 m |
| —         | Eunice Barber (SLE)         | 6.45 m |
| —         | Regla Cardenas (CUB)        | 6.42 m |
| —         | Ksenija Predikaka (SLO)     | 6.37 m |
| —         | Galina Tjistjakova (SVK)    | 6.33 m |
| —         | Denise Lewis (GBR)          | 6.33 m |
| —         | Jelena Sintjukova (RUS)     | 6.31 m |
| —         | Diane Guthrie-Gresham (JAM) | 6.27 m |
| —         | Virge Naeris (EST)          | 6.26 m |
| —         | Valentīna Gotovska (LAT)    | 6.08 m |
| —         | Ana Liku (TGA)              | 6.06 m |
| —         | Elma Muros (PHI)            | 6.04 m |
| —         | Rita Ináncsi (HUN)          | 6.02 m |
| —         | Andrea Avila (ARG)          | 6.00 m |
| —         | Anzjela Atrostjenko (BLR)   | 5.94 m |
| —         | Shabana Akhtar (PAK)        | 5.80 m |
| —         | Nicole Devonish (CAN)       | 5.74 m |
| —         | Jelena Kosjtjejeva (KAZ)    | 5.55 m |
| —         | Nilufar Yasmin (BAN)        | 5.24 m |
| —         | Beryl Larame (SEY)          | 3.88 m |
| —         | Mihaela Gheorghiu (ROU)     | NM     |
| —         | Renata Nielsen (DEN)        | NM     |
| —         | Ljudmila Galkina (RUS)      | NM     |
| —         | Lacena Golding (JAM)        | NM     |
| —         | Heli Koivula (FIN)          | NM     |
| —         | Inessa Kravets (UKR)        | NM     |
| —         | Ljudmila Ninova (AUT)       | NM     |
| —         | Natasja Sazanovitj (BLR)    | NM     |
| —         | Viktorija Versjynina (UKR)  | NM     |
| —         | Shana Williams (USA)        | NM     |
| —         | Michelle Baptiste (LCA)     | DNS    |
| —         | Dione Rose (JAM)            | DNS    |